# محمود روحانی فردوس
 محمود روحانی فردوس سیاستمدار اهل ایران و نماینده مجلس شورای ملی در دوره بیست و یکم و بیست و دوم (از ۱۳۴٢ تا ۱۳۵٠ خورشیدی) از حوزه انتخابی فردوس و طبس بود.